# Alien: Covenant
Alien: Covenant is een Amerikaanse-Britse sciencefiction/thrillerfilm uit 2017, geregisseerd door Ridley Scott en geschreven door John Logan en Dante Harper. De film is het vervolg van de film Prometheus die in 2012 uitgebracht werd en de tweede film in de prequels van de Alien-franchise. De hoofdrollen worden vertolkt door Michael Fassbender, Katherine Waterston, Billy Crudup, Danny McBride, Carmen Ejogo en Demián Bichir. De film volgt de bemanning van een ruimteschip dat landt op een onbekende planeet en daar een schokkende ontdekking doet.
De première van Alien: Covenant had plaats op 4 mei 2017 in Londen. De film is op 18 mei 2017 uitgebracht in 2D, IMAX en Dolby Cinema in Nederland.

## Verhaal
De bemanning van het kolonisatieschip Covenant is met 2000 in cryoslaap verkerende mensen op weg van de aarde naar de planeet Origae-6 aan de andere kant van de Melkweg. De humanoïde robot Walter waakt tijdens de reis over de menselijke passagiers, maar ziet zich genoodzaakt de bemanning te wekken wanneer het schip schade oploopt door een neutrinostorm. Terwijl ze die proberen te repareren, vangen ze een signaal op van een planeet die zich veel naderbij bevindt dan Origae-6. Ondanks protest van crewlid Daniels beslist gezagvoerder Christopher Oram dat ze die gaan verkennen en indien mogelijk bewoonbaar gaan maken.
Terwijl piloot Tennessee de Covenant in de lucht houdt, daalt een expeditieteam onder leiding van zijn echtgenote Faris af op de vreemde planeet. Hier raken haar teamleden Ledward en Hallett ongemerkt geïnfecteerd met sporen van een schimmelachtig organisme dat in hun lichamen verder groeit. Hun toestand begint al snel te verslechteren. Ledward bevindt zich net in quarantaine wanneer een hen onbekend wezen zich door zijn rug naar buiten boort. Eenzelfde wezen baant zich bij het veldteam een weg naar buiten via de mond van Hallett. Eenmaal vrij vallen beide wezens de bemanning aan. Hierbij vernietigen ze er één, waarna de ander wordt verjaagd door David, een soortgelijke humanoïde robot als Walter en het enige overgebleven bemanningslid van de eerdere Prometheus-missie. Hij bevindt zich inmiddels al jaren op de planeet.
David neemt de overgebleven teamleden van de Covenant mee naar een nederzetting vol stoffelijke overschotten van de mensachtige voormalige bewoners van de planeet. Hij vertelt dat de Prometheus per ongeluk een micro-organisme heeft verspreid die heeft geleid tot de opkomst van een soort wezens die al het andere leven heeft uitgevaagd. In plaats van die als vijandig te beschouwen, heeft David geëxperimenteerd met het kweken van nieuwe versies van deze wezens, die hij als veel geschikter ziet om voort te bestaan dan de mensheid. Hij staat daarom ook aan hun kant.

## Rolverdeling
| - Michael Fassbender als Walter en David - Katherine Waterston als Daniels - Billy Crudup als Christopher Oram - Danny McBride als Tennessee - Demián Bichir als Sergeant Lope - Carmen Ejogo als Karine Oram - Amy Seimetz als Faris | - Jussie Smollett als Ricks - Callie Hernandez als Upworth - Nathaniel Dean als Sergeant Hallett - Alexander England als Ankor - Benjamin Rigby als Ledward - James Franco als Jacob Branson - Noomi Rapace als Dr. Elizabeth Shaw |

## Productie
In 2012, kort voor de release van de film Prometheus, begon regisseur Ridley Scott al hints vrij te geven over een mogelijk vervolg van de film. Scott zei dat de film zou gaan over de reis van Shaw naar een onbekend paradijs. 
Op 1 augustus 2012 waren er gesprekken tussen filmdistributeur 20th Century Fox en Scott voor een vervolg met in de hoofdrollen Noomi Rapace en Michael Fassbender. In december 2012 werd bekendgemaakt dat scenarioschrijver Damon Lindelof niet betrokken zou zijn bij het script voor de film.
Op 24 september 2014 maakte Scott de titel van de film bekend: Alien: Paradise Lost. Twee maanden later werd de titel gewijzigd naar Alien: Covenant. Het officiële logo, de synopsis en releasedatum werden op 16 november 2015 bekendgemaakt.

### Release
Alien: Covenant zou in eerste instantie uitgebracht worden op 4 augustus 2017 maar de release werd verschoven door 20th Century Fox naar 18 mei 2017. De film werd uitgebracht in 2D, 3D, IMAX en Dolby Cinema. Alien: Covenant werd positief ontvangen door 65% van de recensenten en 55% van het grote publiek, aldus Rotten Tomatoes.